# Antoni Jurasz (aktor)

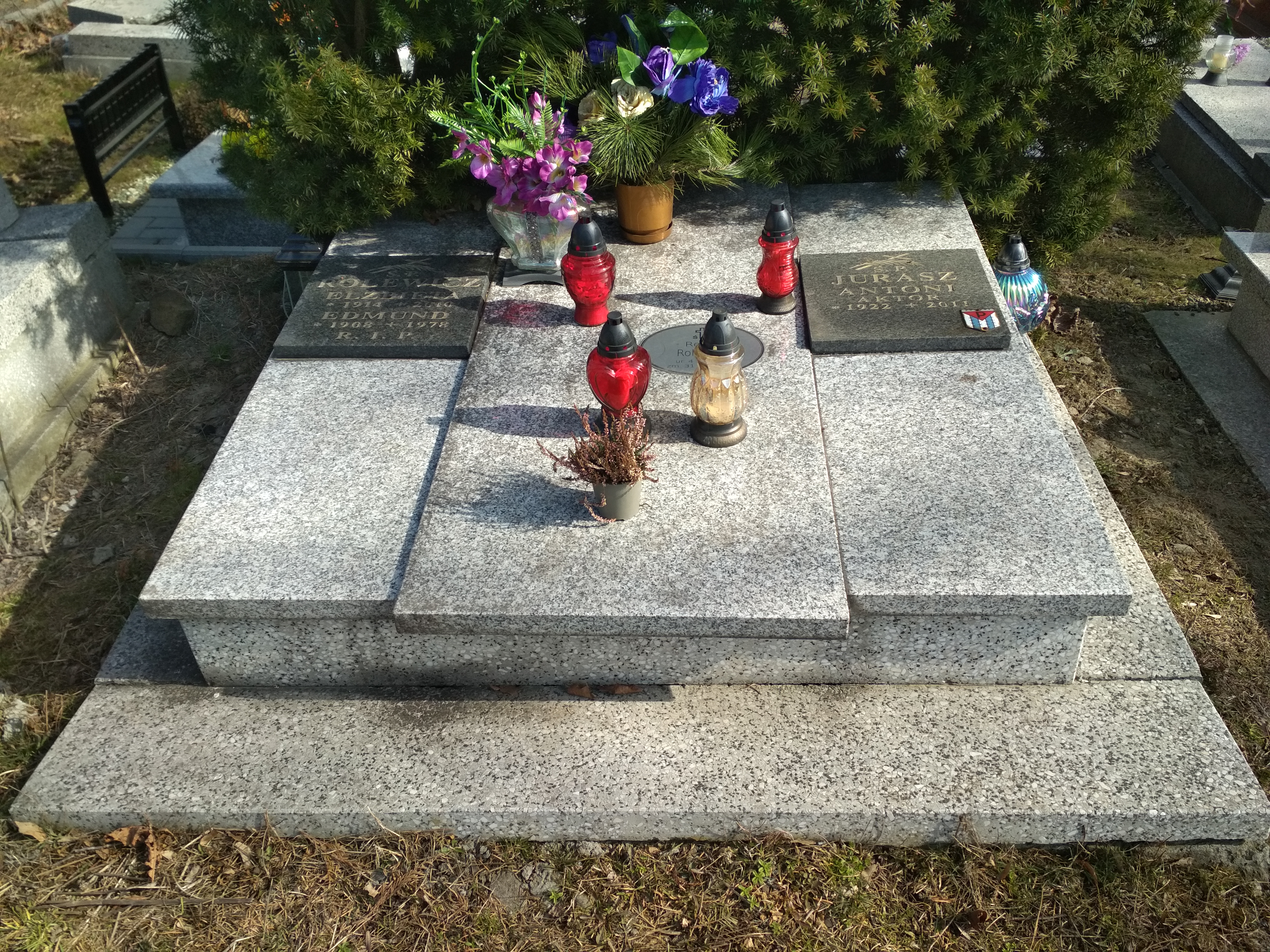
Grób Antoniego Jurasza na cmentarzu przy ulicy Wróblewskiego w Katowicach (rząd 115, miejsce 13 po lewej)

Antoni Jurasz (ur. 27 kwietnia 1922 w Cięcinie, zm. 23 marca 2011 w Katowicach) – polski aktor teatralny i filmowy.

## Życiorys
W kampanii wrześniowej 1939 roku brał udział jako harcerz ochotnik. Kolejne pięć lat wojny spędził w hitlerowskich obozach koncentracyjnych. Po wojnie ukończył w 1950 roku warszawską PWST i rozpoczął swoją trwająca przeszło czterdzieści lat karierę aktorską. Występował na deskach teatrów niemalże całej Polski. Od 1962 roku do 1997 roku związany był z Teatrem Zagłębia w Sosnowcu. Ma w swoim dorobku około czterdziestu ról w filmach fabularnych i serialach telewizyjnych. Do jednej z najbardziej znanych jego kreacji filmowych należy rola ojca Leszka w serialu Daleko od szosy Zbigniewa Chmielewskiego.
Był bratem aktora Tadeusza Jurasza.
Grób aktora znajduje się na cmentarzu przy ul. Wróblewskiego w Katowicach.

## Wybrana filmografia
- Kramarz (1990), reż. Andrzej Barański – chłop kupujący książkę
- Pan na Żuławach (1984) (odc. 3 i 4)
- Popielec (1982), reż. Ryszard Ber – Myga
- Odlot (1982), reż. Janusz Dymek – majster Markiewicz
- Najdłuższa wojna nowoczesnej Europy (1981) – pan Teofil, członek spółki
- W słońcu i w deszczu (1979), reż. Sylwester Szyszko – Jasiek, brat Bolka
- Porwanie "Savoi" (1979), reż. Wieniamin Dorman – profesor Stanisław Wierzański
- Operacja Himmler (1979), reż. Zbigniew Chmielewski – Rolf, właściciel podpalonego gospodarstwa w Słonawach
- Ślad na ziemi (1978), reż. Zbigniew Chmielewski – Józef Turkawiec, ojciec Janka
- Krótkie życie (1976), reż. Zbigniew Kuźmiński – kapitan
- Daleko od szosy (1976), reż. Zbigniew Chmielewski – ojciec Leszka
- Czerwone i czarne kamienie (1976), reż. Jerzy Sztwiertnia – Sobierad
- Za metą start (1976), reż. Andrzej Berbecki i Marek Nowakowski – kibic w knajpie
- Dyrektorzy (1975), reż. Zbigniew Chmielewski – majster Augustyniak
- Doktor Judym (1975), reż. Włodzimierz Haupe – górnik Karlik
- Perła w koronie (1971), reż. Kazimierz Kutz – Kosela
- Cierpkie głogi (1966), reż. Janusz Weychert – Czepielski
- Gorąca linia (1965), reż. Wanda Jakubowska – górnik Konrad Jojko